# 维纳斯、阿多尼斯和丘比特

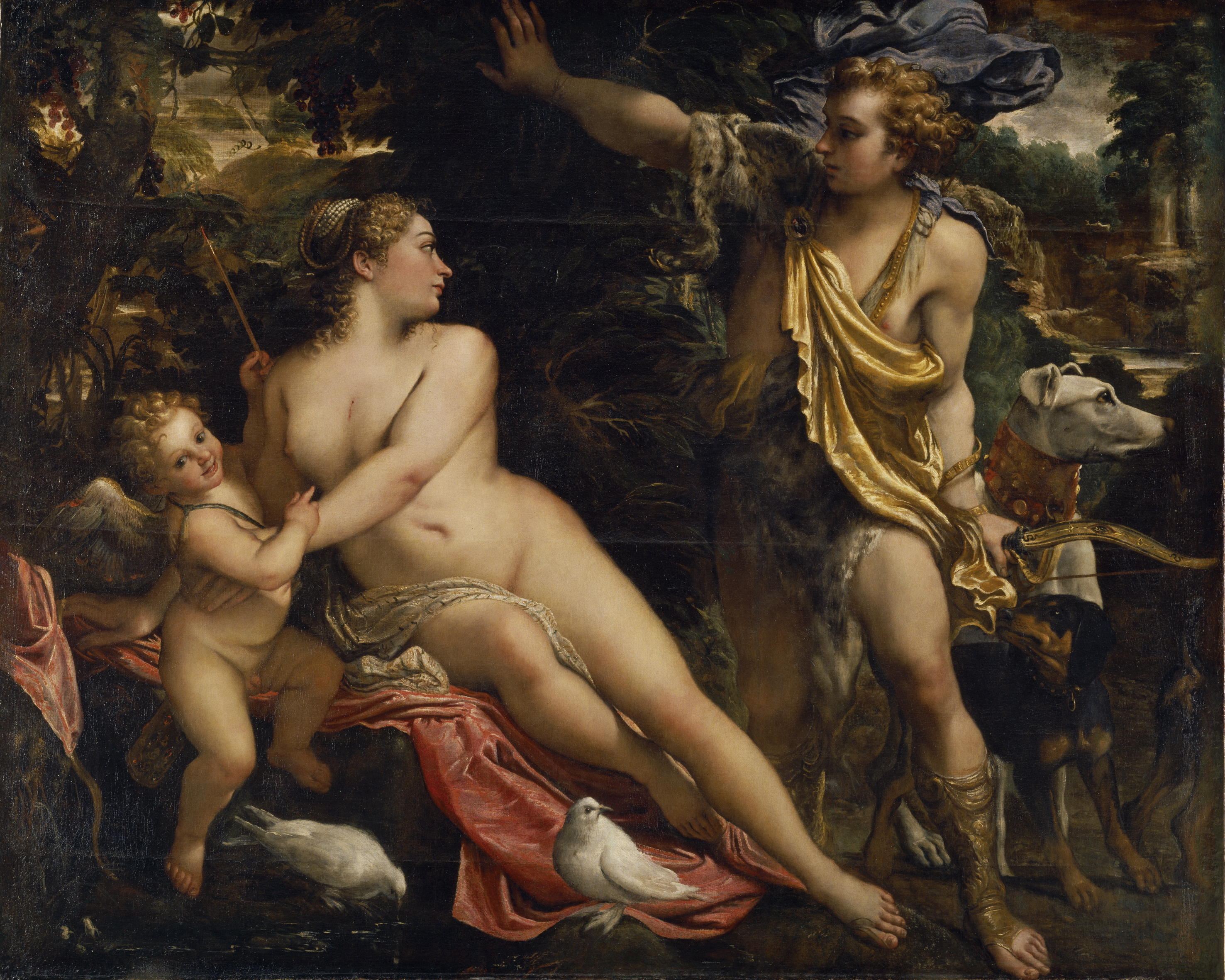
《维纳斯、阿多尼斯和丘比特》

《维纳斯、阿多尼斯和丘比特》是著名的意大利巴洛克画家安尼巴莱·卡拉奇 （1560-1609）的一幅画作，绘制于1595 年。这幅画现藏于马德里普拉多博物馆。
这幅画于 1664 年由西班牙皇家收藏。 